# 骗购外汇罪
骗购外汇罪是中华人民共和国的刑法确定罪名之一。该罪名不在《中华人民共和国刑法》之中，依据第九届全国人民代表大会常委会第六次会议所通过之《全国人民代表大会常务委员会关于惩治骗购外汇、逃汇和非法买卖外汇犯罪的决定》第一条而设立，是为对1997年刑法典之补充。
此罪损害之法益为国家外汇管理制度，犯罪的主体既可以是自然人，也可以是企业，过失不构成此罪，犯罪的对象则是外汇制定银行的外汇。依照《外汇管理条例》第40条之规定，骗取外汇是指“以虚假或是无效的凭证、合同、单据等向外汇指定银行骗取外汇”，其中规定数量较大者追究刑事责任。在1988年除罪后，套汇交易因此罪名的设立再度成为犯罪。